# Бал Ран (Вирџинија)
Бал Ран (енгл. Bull Run) насељено је место без административног статуса у америчкој савезној држави Вирџинија.

## Демографија
По попису из 2010. године број становника је 14.983, што је 3.646 (32,2%) становника више него 2000. године.
| Група             | 2000.         | 2010.         |
| Белци             | 6.444 (56,8%) | 4.916 (32,8%) |
| Афроамериканци    | 2.151 (19,0%) | 3.006 (20,1%) |
| Азијати           | 619 (5,5%)    | 1.079 (7,2%)  |
| Хиспаноамериканци | 1.817 (16,0%) | 5.531 (36,9%) |
| Укупно            | 11.337        | 14.983        |